# Mauriac (Gironda)
Mauriac é uma comuna francesa na região administrativa da Nova Aquitânia, no departamento de Gironda. Estende-se por uma área de 10,02 km². Em 2010 a comuna tinha 246 habitantes (densidade: 24,6 hab./km²).